# Orlando Piani

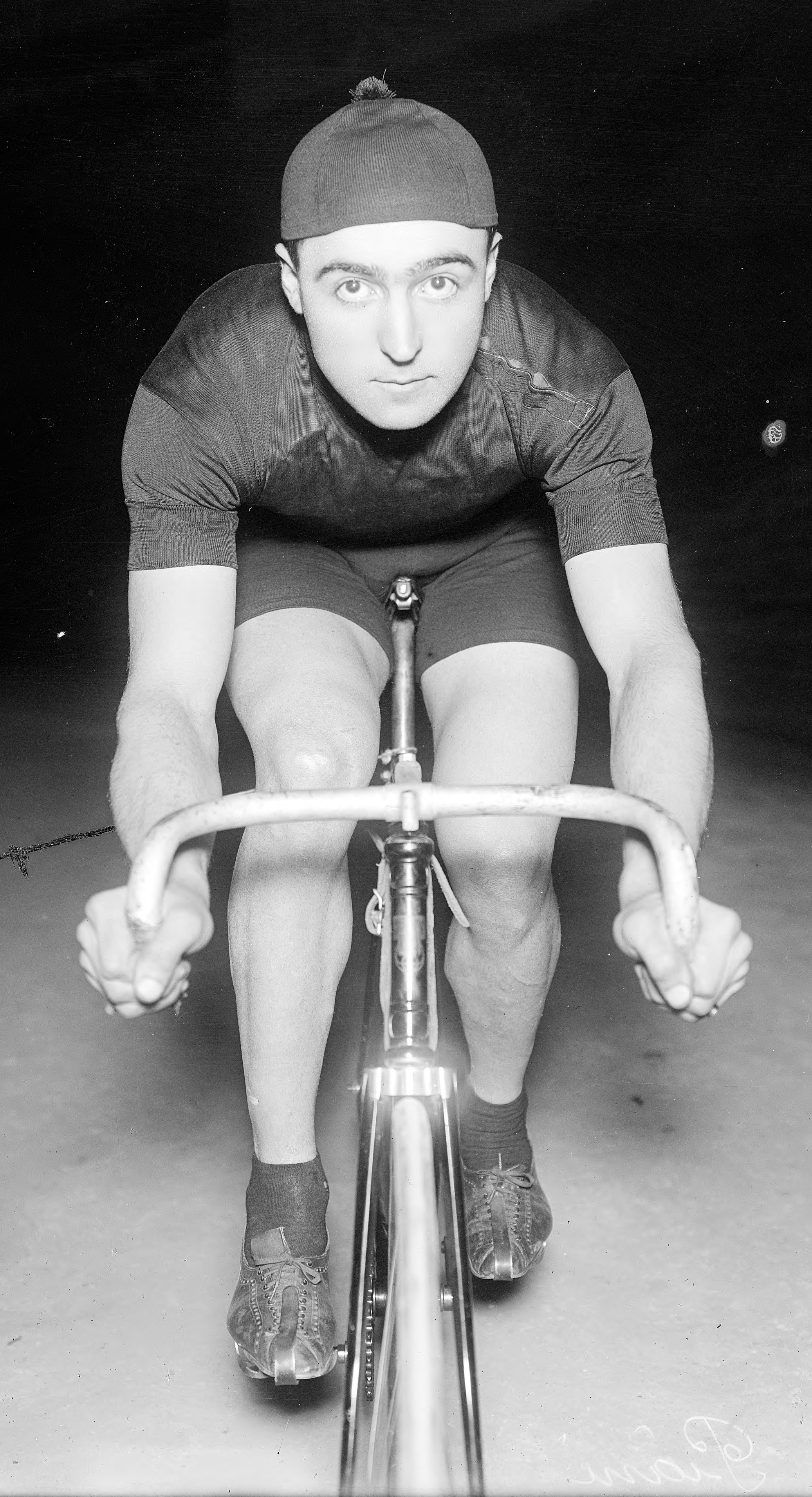
Orlando Piani 1919

Orlando Piani (* 24. März 1893 in Modigliana; † 16. Oktober 1975 in Orange, New Jersey) war ein italienischer Bahnradsportler.
1919 wurde Orlando Piani italienischer Meister im Sprint der Profis. In den 1920er Jahren startete er bei zahlreichen Rennen in den Vereinigten Staaten. Bei den UCI-Bahn-Weltmeisterschaften 1930 in Brüssel wurde er im Alter von 37 Jahren beim Sieg von Lucien Michard Dritter im Sprint. 1932 startete er nochmals bei den Bahn-Weltmeisterschaften, schied aber früh aus. Er fuhr auch bei Sechstagerennen, jedoch wenig erfolgreich: So belegte er beim Sechstagerennen von New York City im Jahre 1920 Platz sechs gemeinsam mit dem Niederländer Gerard Leene.
1932 trat Piani vom Radsport zurück und ließ sich in den USA nieder, nachdem er eine Italo-Amerikanerin geheiratet hatte. Er starb in Orange, nur wenige Kilometer von Newark, wo sich früher die Radrennbahn Newark, eine der populärsten in den USA befand, und auf der er häufig gestartet war.